# Aspirapolvere

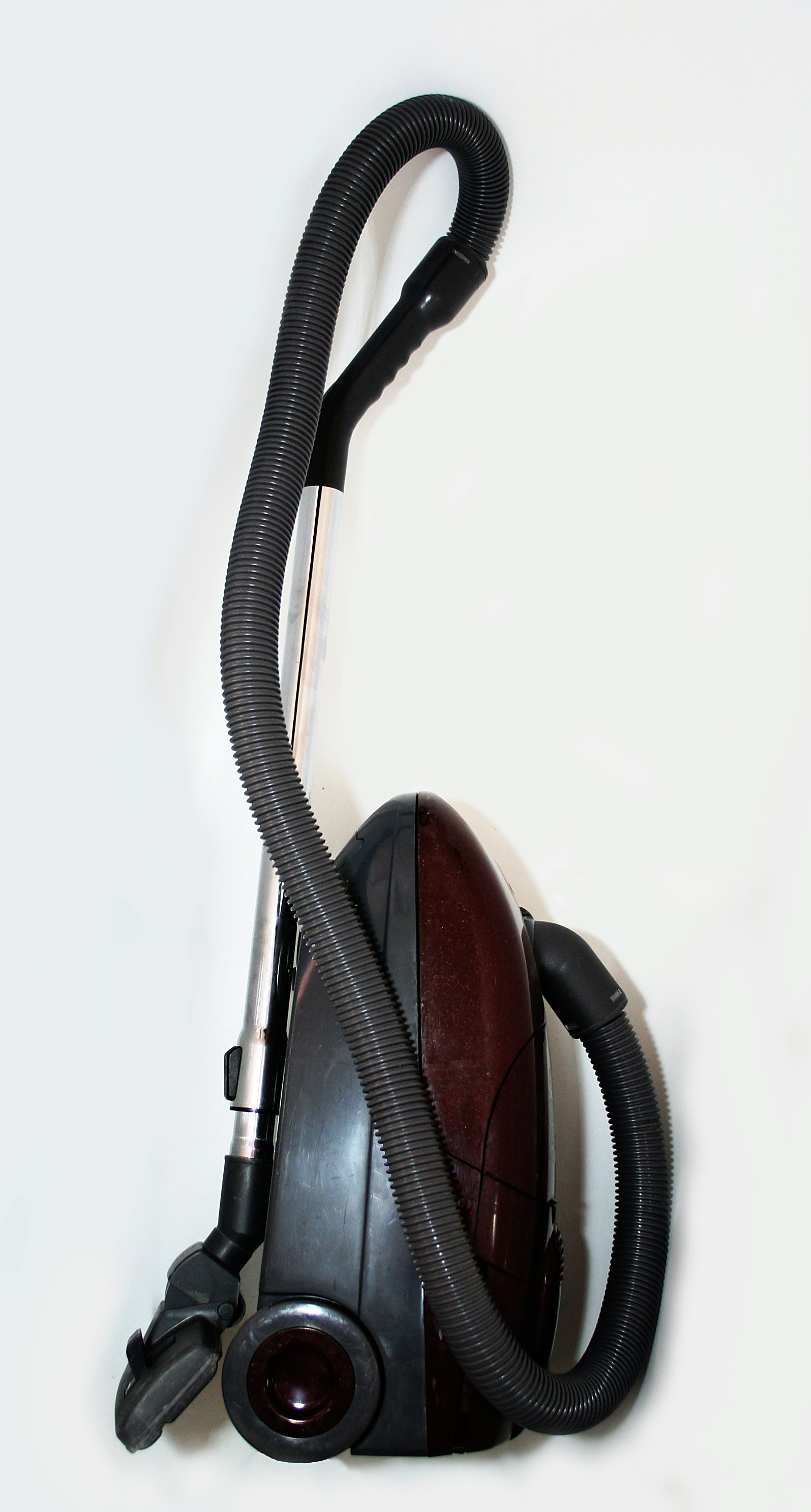
Un comune aspirapolvere a traino

L'aspirapolvere è un'apparecchiatura destinata alle pulizie provvista generalmente di un ventilatore azionato da un motore elettrico che crea una depressione in grado di aspirare la polvere e altre particelle.
Tramite un filtro o un ciclone l'aria aspirata viene depurata dalle particelle di polvere che vengono accumulate in un contenitore apposito.
L'aspirapolvere fa parte della categoria dei cosiddetti "piccoli elettrodomestici", a cui appartengono anche il bollitore elettrico, il ventilatore, il ferro da stiro e piccoli strumenti da cucina.

## Storia

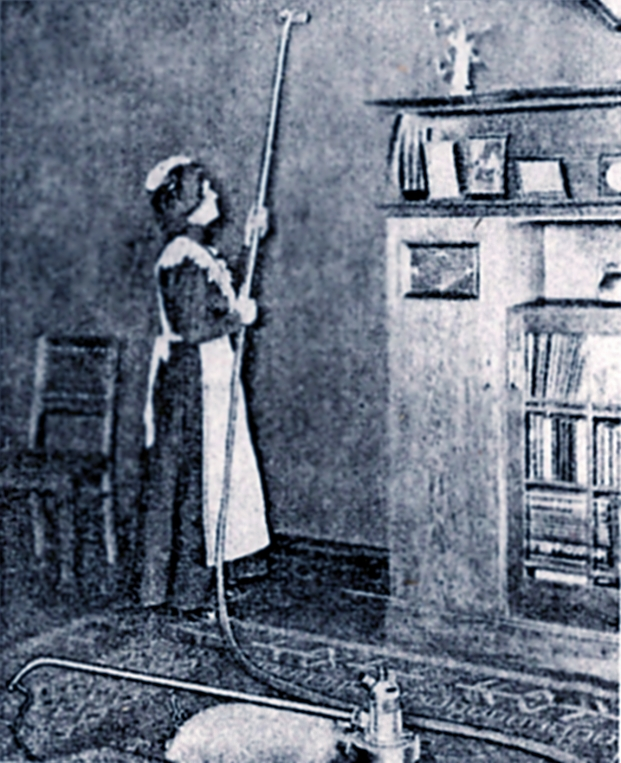
Un aspirapolvere nel 1906

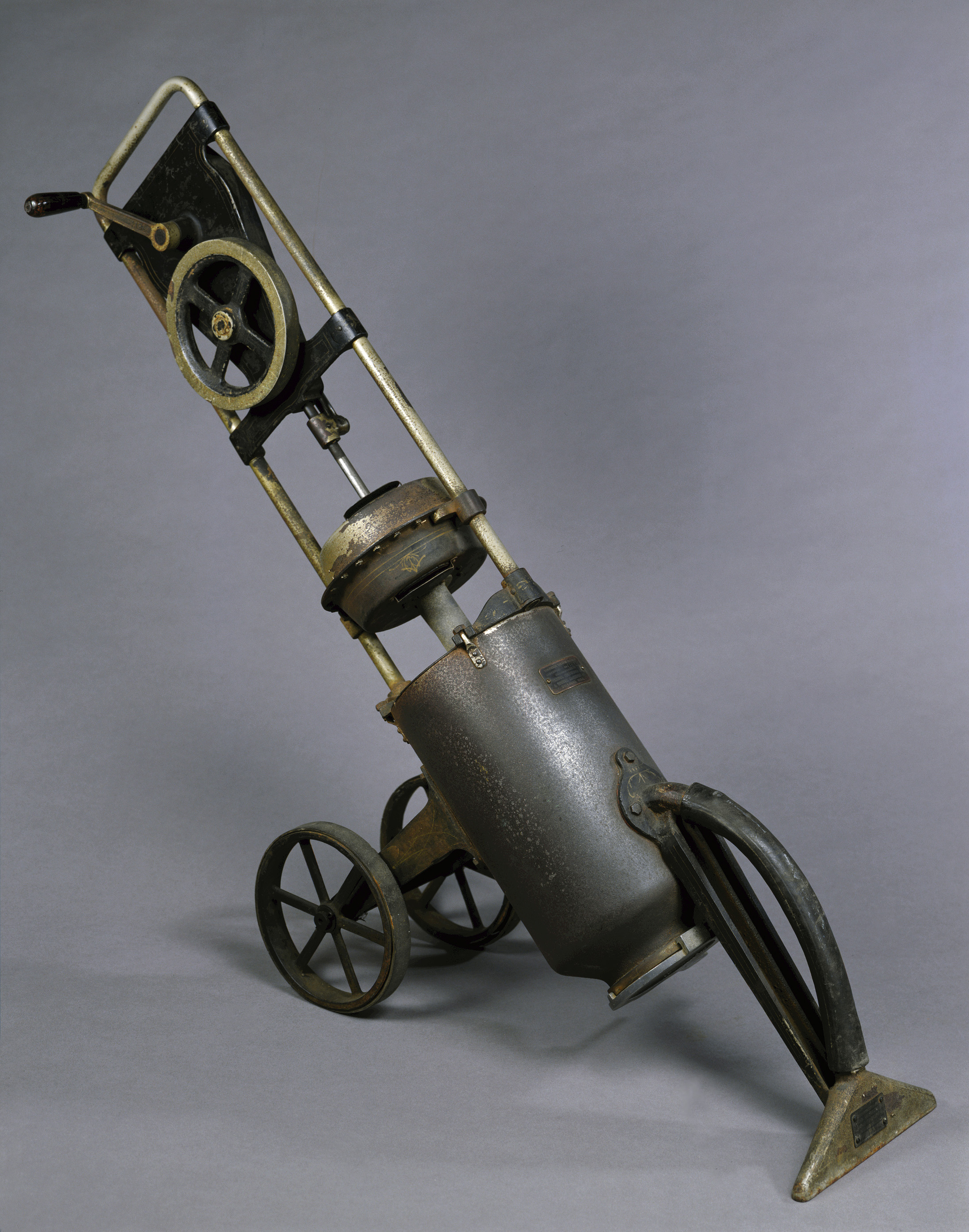
Aspirapolvere Thurman prodotto da General Compressed Air and Vacuum Machinery Company, St. Louis (1907-1910)

L'aspirapolvere è stato inventato tra il 1865 e il 1876 negli Stati Uniti. Il primo apparecchio pare sia stato sviluppato da un inventore di Chicago. Molte fonti affermano che il primo brevetto fu rilasciato nel 1876 ad Anna e Melville Bissel per un apparecchio fissato su una carrozza trainata da cavalli, con una pompa azionata manualmente ed un lungo tubo utilizzato per pulire i tappeti, si chiamava infatti "Bissell Carpet Sweeper".
I primi due aspirapolvere elettrici apparvero quasi contemporaneamente ma concepiti da due diversi inventori.
Intorno al 1901 Hubert Cecil Booth si meravigliò che per la pulizia dei treni venisse usato un apparecchio che soffiando aria allontanava la polvere e la sporcizia. Ideò un apparecchio più maneggevole e che era in grado di aspirare la polvere. Presentò la sua invenzione in Inghilterra ma la sua idea non riscosse successo.
L'altro inventore fu l'americano James Spangler. Utilizzando un ventilatore, una scatola e un cuscino costruì un aspirapolvere. Insieme alla forza aspirante il dispositivo utilizzava anche una spazzola rotante. Brevettò l'invenzione nel 1908 e vendette il brevetto alla società di suo cugino, la "Hoover Harness and Leather Goods Factory". Negli Stati Uniti Hoover è tuttora uno dei leader nella produzione di elettrodomestici.
In Inghilterra il termine "Hoover" è strettamente associato all'aspirapolvere tanto da divenirne sinonimo, nell'uso corrente "doing the hoovering" è la definizione usata per l'operazione di passaggio dell'aspirapolvere.
Per molti anni l'aspirapolvere rimase un articolo di lusso, dopo la seconda guerra mondiale la sua diffusione aumentò.

## Tipologia di motore
La differenza sostanziale nelle due tipologie di motori è la modalità con cui esse vengono raffreddate. Questo comporta vantaggi e svantaggi in entrambi i casi.

### A passaggio diretto (Through flow)
Nel motore a passaggio diretto l'avvolgimento elettrico viene raffreddato dall'aria che l'utilizzatore aspira tramite la bocchetta. Proprio per questa caratteristica i motori a passaggio diretto non possono essere utilizzati su apparecchi che aspirano liquidi, in quanto l'acqua aspirata potrebbe danneggiare seriamente il motore.
I vantaggi di questa tipologia di motore sono la maggiore silenziosità, compattezza, peso ridotto, meno complessità nello sviluppo dell'aspiratore.
Lo svantaggio è che non possono essere utilizzati per aspirare liquidi.

### A flussi separati (By-Pass)
Nel caso di motore a flussi separati, l'aria di aspirazione è completamente separata dall'aria di raffreddamento degli avvolgimenti elettrici. Questo permette all'utilizzatore di aspirare sia liquidi che solidi, in quanto il flusso d'aria umido non entrerà mai nel circuito di raffreddamento. L'interno dell'aspiratore deve quindi essere costruito in modo tale da tenere separati questi 2 flussi per non compromettere il funzionamento del motore.
Il vantaggio di questa tipologia di motore è il fatto di poter essere utilizzato per aspirare qualsiasi tipo di sporco.
Lo svantaggio è la maggiore rumorosità (in quanto è presente una ventola secondaria per il flusso di raffreddamento), l'ingombro maggiore, peso maggiore e maggiore complessità nello sviluppo dell'aspiratore.

## Tipi
Per l'utilizzo domestico esistono diversi tipi di aspirapolvere.

### Bidone

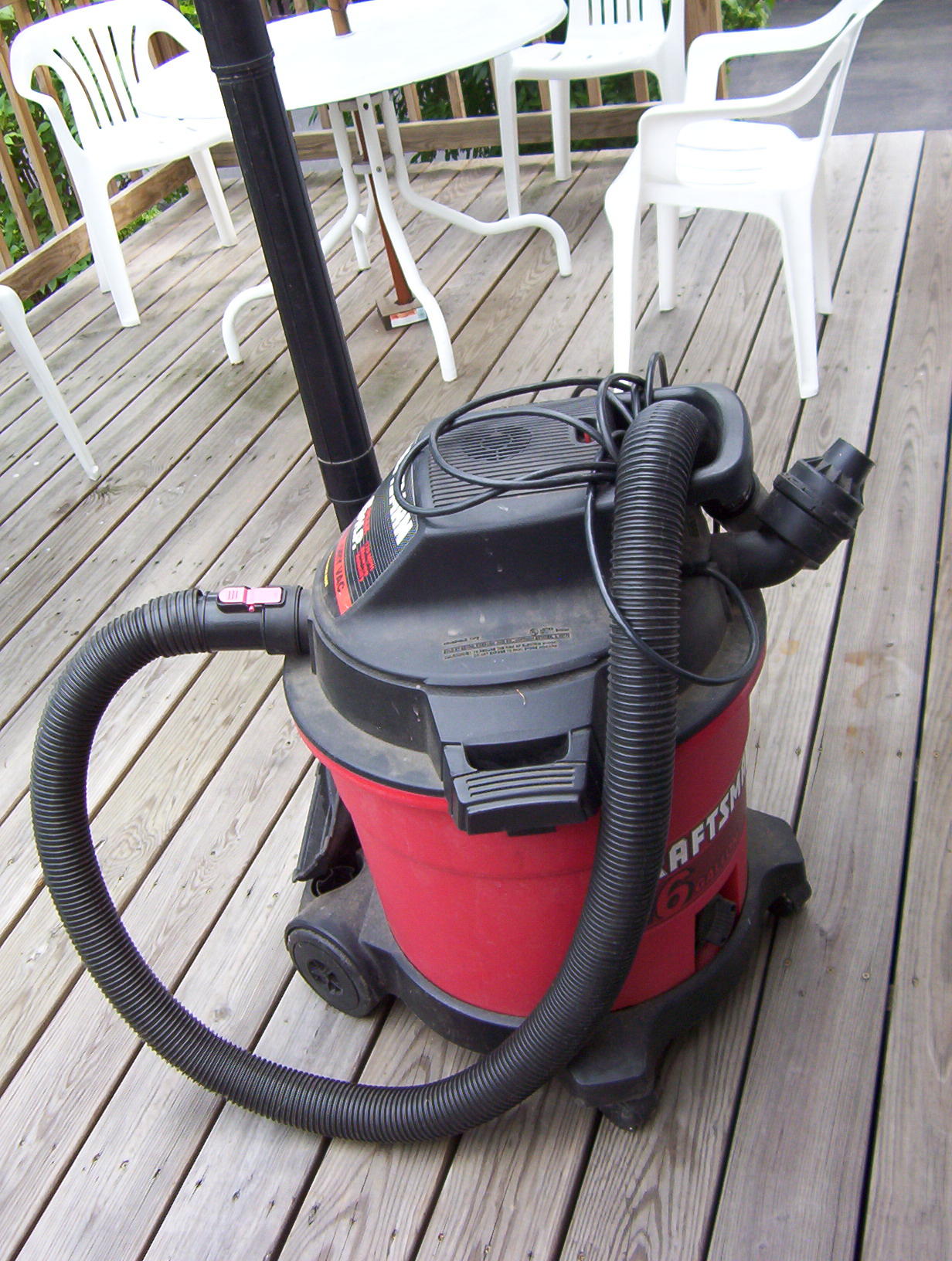
A bidone

Di forma cilindrica, ha il motore avvitato nella parte superiore, protetto da un filtro di carta e il cilindro (di metallo) che serve per contenere la polvere. Esistono modelli che aspirano anche i liquidi e si differenziano dai modelli a traino anche per il fatto di avere un tubo flessibile (dove viene aspirata la polvere) di diametro maggiore ed è adatto anche all'uso in esterno. Alcuni hanno due bocchette, una che aspira e l'altra che soffia aria, in modo da poter rimuovere la polvere anche soffiandola via, non solo aspirandola.

### Scopa elettrica

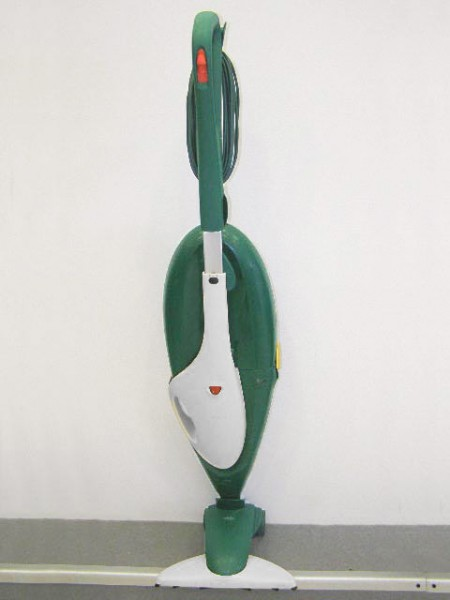
Il Folletto, è stata una delle prime scope elettriche ad entrare nelle case degli italiani.

È composta da un corpo centrale nel quale si trovano il motore, il filtro e il serbatoio per la polvere, dal quale fuoriesce un tubo rigido al quale è fissata una spazzola, che può essere di vari tipi, per varie superfici. Sul lato superiore si trova una impugnatura dotata di interruttore.
Vorwerk fu l'azienda che nel 1929, partendo dal motore di un grammofono, inventò la prima scopa elettrica, il Folletto, prodotto che nel corso degli anni è stato aggiornato ed è tuttora una delle scope elettriche più diffuse.
Un altro modello di scopa elettrica di grande successo è la Colombina della ditta De'Longhi.

### A traino (carrello)
Il motore, il filtro e il sacchetto si trovano in un contenitore provvisto di rotelle dal quale fuoriesce un tubo flessibile all'estremità del quale si trova un tratto di tubo rigido e infine la spazzola.

### Aspirabriciole portatile

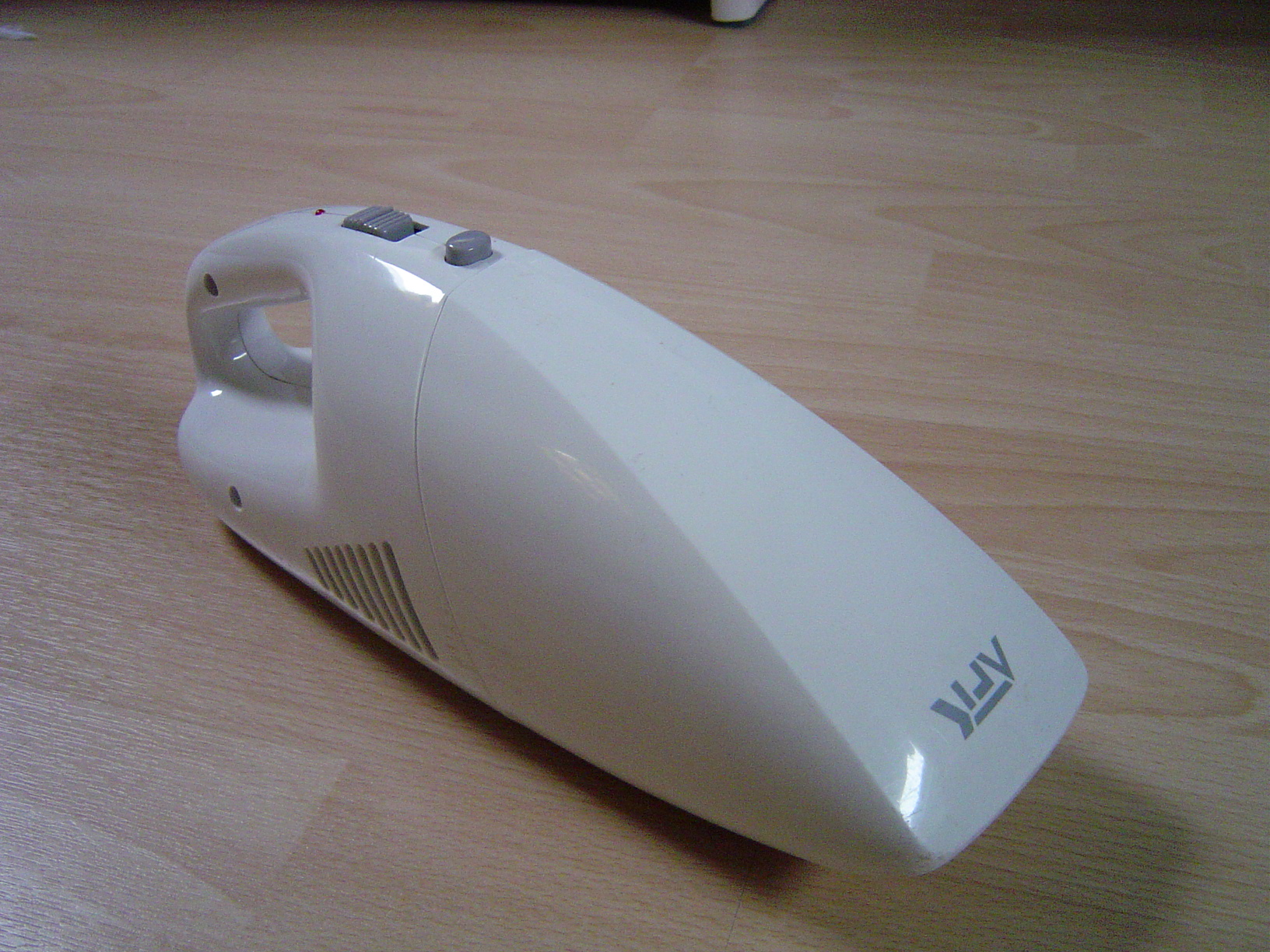
Aspirabriciole portatile.

Si tratta di piccoli aspirapolvere leggeri a batteria da tenere con una sola mano. Sono utilizzati per lavori leggeri e veloci. I vantaggi sono la leggerezza, la possibilità di utilizzarli anche lontano da una presa di corrente (ad esempio in auto) e il basso costo.
I limiti principali sono l'autonomia e la potenza limitata.
Nel 1979 la Statunitense Black+Decker lanciò il primo modello, denominato Dustbuster.

### Battitappeto
Il battitappeto è un tipo di aspirapolvere specializzato per la pulizia di tappeti e moquette.
Il funzionamento avviene tramite una spazzola cilindrica setolata e rotante che, a contatto con la superficie tessile, strofina e di conseguenza solleva la polvere dalla trama; la polvere viene poi aspirata.
Alcuni modelli di battitappeto, tipicamente quelli destinati a usi professionali, sono provvisti di due motori, uno usato per far girare il rullo (o i rulli) e l'altro per l'aspirazione.
Sono presenti sul mercato modelli con e senza sacco (bagless); quelli privi di sacco immagazzinano la polvere in un recipiente svuotabile, mentre le polveri sottili vengono trattenute da alcuni filtri.

### Per le apparecchiature elettroniche

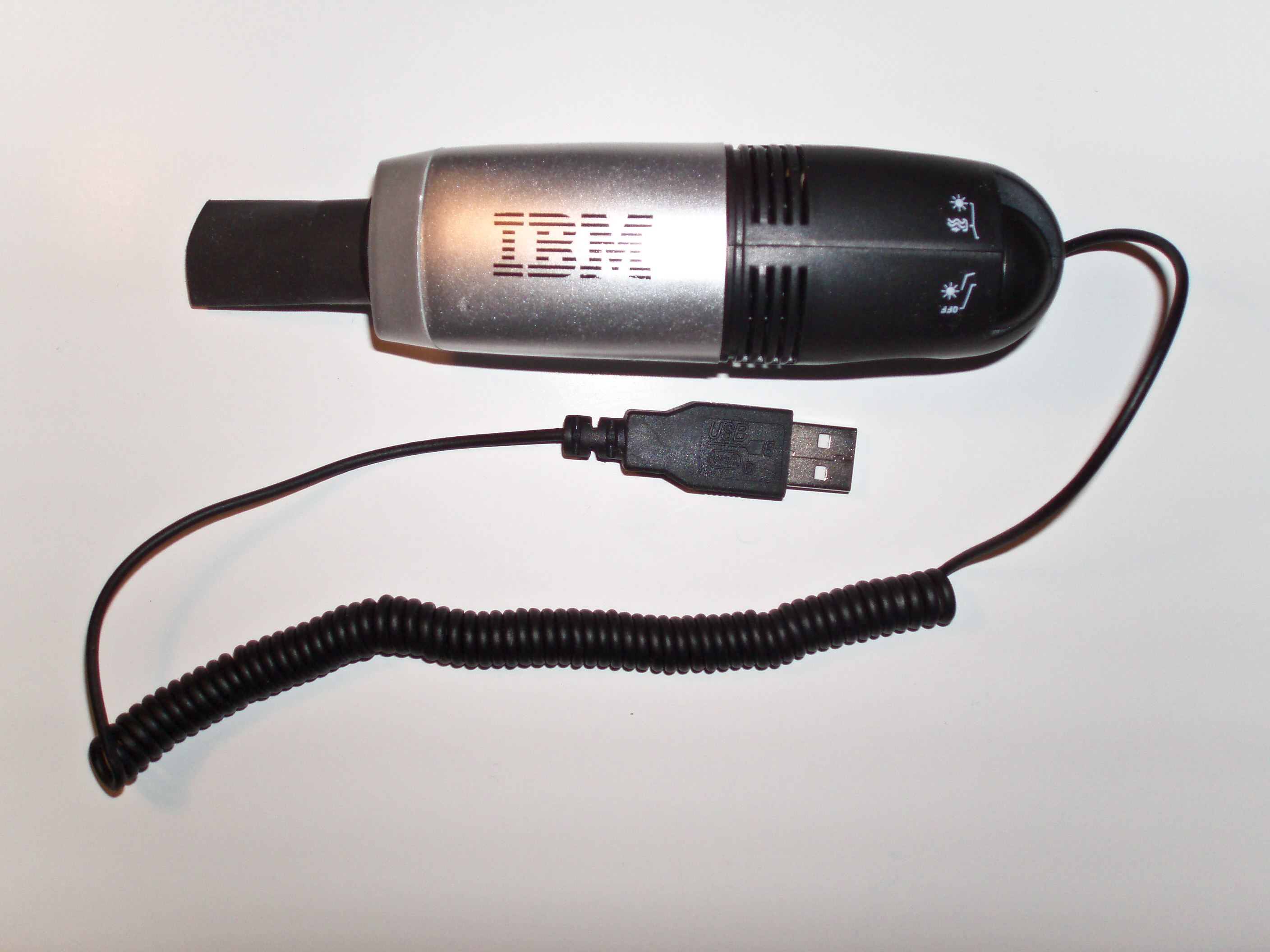
Un aspirapolvere USB

Per la pulizia delle apparecchiature elettroniche è in commercio l'aspirapolvere USB, un mini aspiratore collegabile ad un computer o ad un alimentatore USB. Utile per la pulizia dalla polvere da apparecchiature elettroniche quali computer, tastiere, macchine fotografiche e utilizzabile anche per pulire la scrivania. Questo tipo di aspirapolvere è dotato anche di accessori per aspirare la polvere presente sotto i pulsanti delle tastiere.

### Robot automatico
Il primo prototipo di robot aspirapolvere fu lanciato nel 1996 da Electrolux, con il nome di Tribolite.

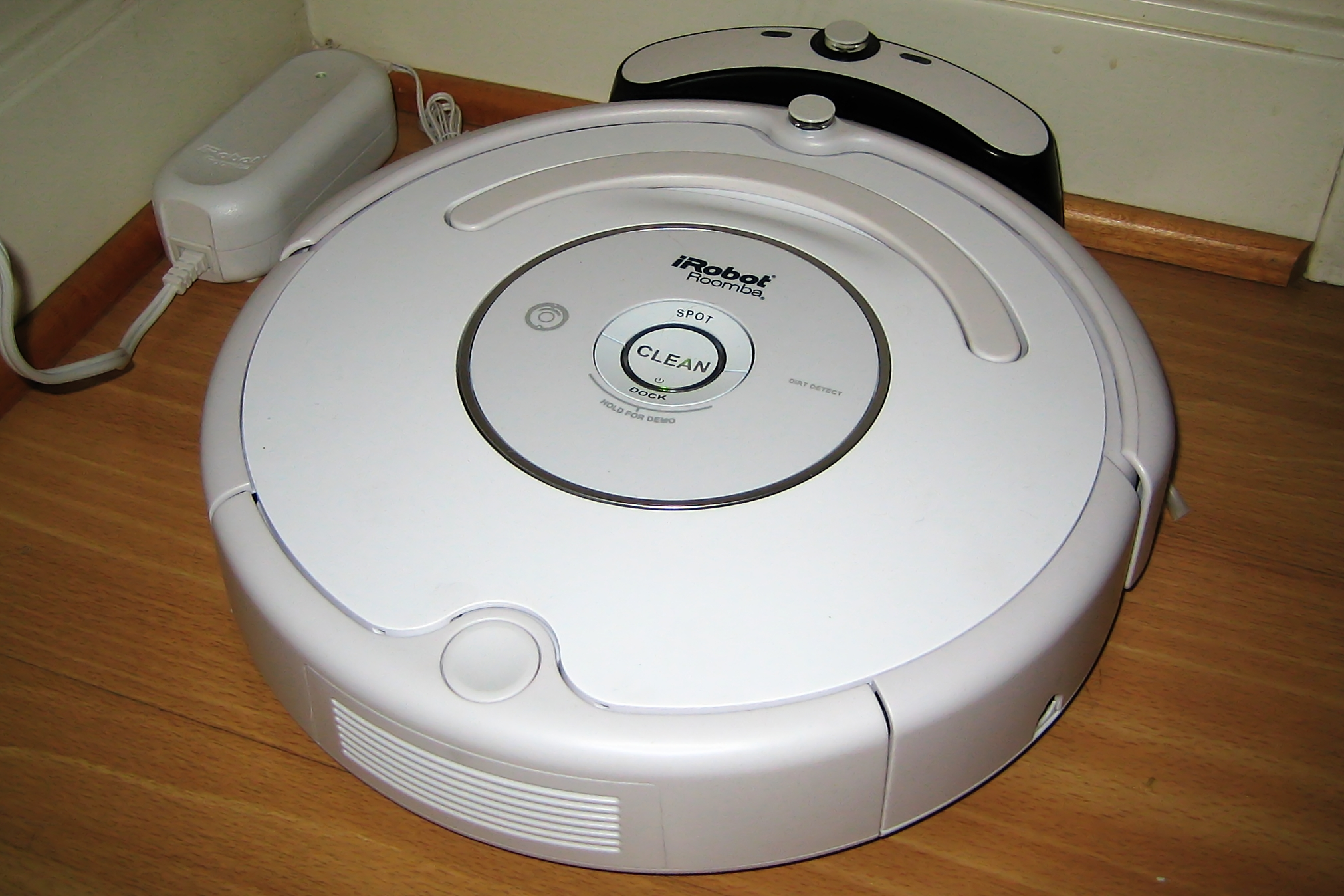
Un aspirapolvere robot "Roomba".

Nei primi mesi del 2000 diverse aziende hanno sviluppato dei robot aspirapolvere capaci di muoversi autonomamente sul pavimento di una stanza arredata. Solitamente sono in grado di aggirare ostacoli e di rientrare autonomamente nella loro base per la ricarica delle batterie.
Tra gli aspirapolvere robot sono note le serie Roomba e Braava di IRobot. cui si sono aggiunte la linea Deebot di Ecovacs Robotics, i modelli Botvac della Neato Robotics e quelli realizzati da Xiaomi.
I modelli tecnologicamente più avanzati si interfacciano con lo smartphone al fine di arricchire l'esperienza di utilizzo dell'utente: dunque è possibile avviare un nuovo ciclo di pulizia anche da remoto. I modelli dotati di mappatura utilizzano una serie di sensori e scanner per eseguire una scansione dell'area da pulire; così è possibile pulire aree con più precisione.
Negli ultimi anni i robot automatici hanno subito notevoli miglioramenti, sono stati migliorati tre aspetti principali: il comando da remoto, la funzione di lavaggio e il sistema di navigazione.
I robot automatici sono dotati dunque di connettività wifi, quindi possono essere controllati tramite lo smartphone o il tablet in ogni posto del mondo: si possono gestire tutti gli aspetti principali, dall'avvio fino alla pulizia personalizzata di ogni singola stanza.
I robot che integrano la funzione di lavaggio sono chiamati robot lavapavimenti oppure "robot aspira e lava". Sono dotati di un serbatoio per l'acqua e di un panno, quindi rimuovono lo sporco ed hanno il compito di igienizzare maggiormente un pavimento. Alcuni modelli riescono a realizzare una mappa completa dell'abitazione tramite la tecnologia Lidar: questo permette una maggiore precisione dello spazio da pulire, così da non dover essere obbligati a pulire tutto lo spazio, ma solo quello desiderato.

### Multifunzione
Sono anche nati negli ultimi anni degli apparecchi che abbinano la funzione di aspirapolvere con quella di caldaia, soffiando vapore per pulire e aspirando lo sporco bagnato.

### Aspirapolvere a ciclone

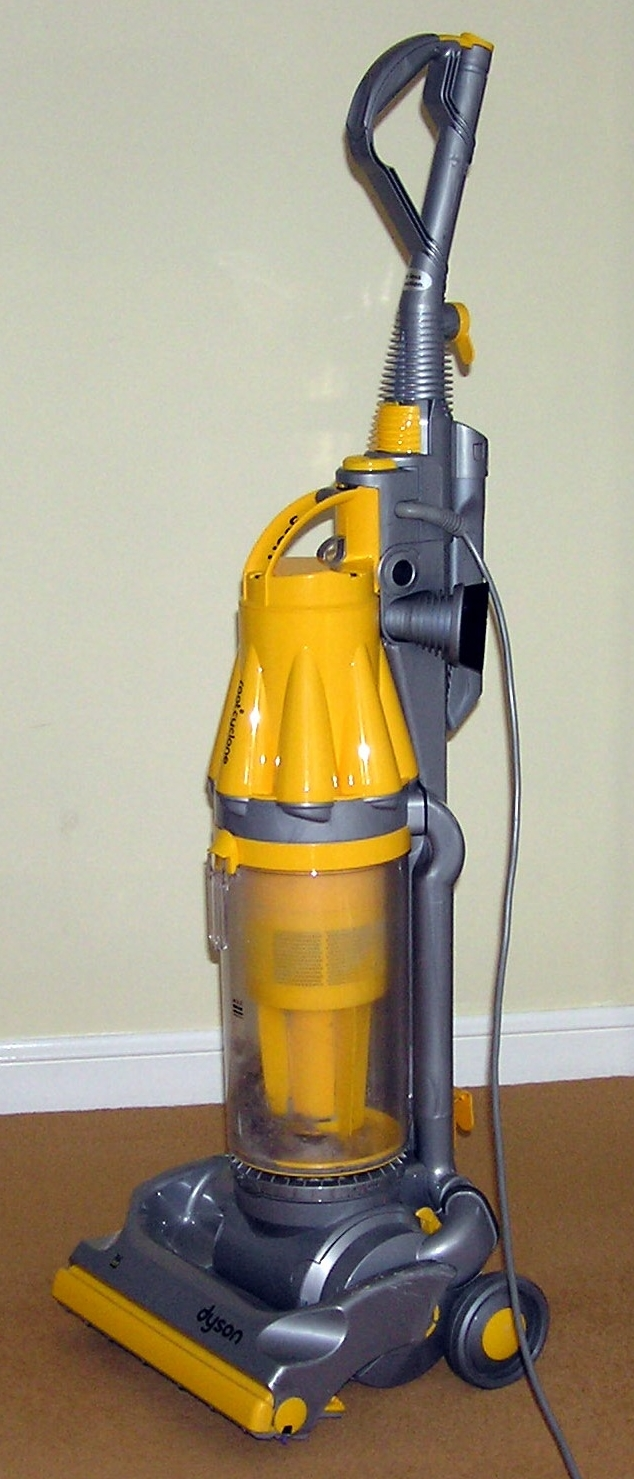
Un aspirapolvere Dyson a ciclone

La modalità d'aspirazione a ciclone (o con tecnologia ciclonica) è la tecnologia più moderna utilizzata nell'aspirazione senza sacco. Il sistema agisce separando la polvere dell'aria all'interno della cosiddetta "cassetta ciclonica", grazie alla forza centrifuga generata da un ciclone d'aria prodotto dentro la cassetta stessa.
I primi sistemi senza sacco detti "basati sul filtro" a causa dell'assenza di un vortice d'aria interno alla cassetta raccoglipolvere, riescono a separare solo una parte della polvere dall'aria (<50%) e di conseguenza vi è una gran concentrazione di polveri sul filtro, il quale appare grande e visibile all'interno della cassetta.
Esistono invece due tipi di sistemi ciclonici: 
Il primo detto "monociclonico" è basato su un singolo ciclone generato attorno ad una struttura conica rovesciata interna alla cassetta; questo sistema separa fino al 75% della polvere dall'aria.
Il secondo è detto multiciclonico è basato sulla presenza di più coni rovesciati all'interno della cassetta che generano più cicloni che permettono di separare oltre il 95% della polvere dall'aria, con conseguente minimo carico di polvere sui filtri.
L'aspirapolvere a ciclone è stato inventato e brevettato da James Dyson.

### Aspirapolvere centralizzati
Gli impianti di aspirazione centralizzati sono composti da una centrale aspirante localizzata di solito in un locale di servizio della casa e dalla quale si diramano dei tubi nascosti nei muri che raggiungono tutti i locali della casa. Per l'utilizzo è sufficiente attaccare alle apposite prese aspiranti presenti sul muro un tubo flessibile provvisto di impugnatura e spazzola.
Caratteristica peculiare di questo sistema è la massima silenziosità, visto che la centrale aspirante è installata in un locale di servizio remoto. Questo permette di usare il sistema a qualunque ora. Questo tipo di soluzione tuttavia è applicabile solo in case nuove o in fase di ristrutturazione in quanto la parte impiantistica fatta di tubazioni diametro 50 mm va inserita sotto il pavimento o nelle pareti. Indicativamente viene prevista una presa di aspirazione ogni 30 metri quadrati.
Espellendo, dopo la filtrazione, l'aria di risulta all'esterno dell'edificio non c'è il rischio di reimmettere nell'ambiente parte della polvere e degli allergeni aspirati, il che rende il sistema adatto per chi soffre di allergie.
Questa tecnologia è nata in Nord America nel secondo dopoguerra. Esistono versioni del sistema con motori true flow stagni compatibili per montaggi in esterno o sicuri in atmosfere esplosive.

### Veicoli aspirapolvere

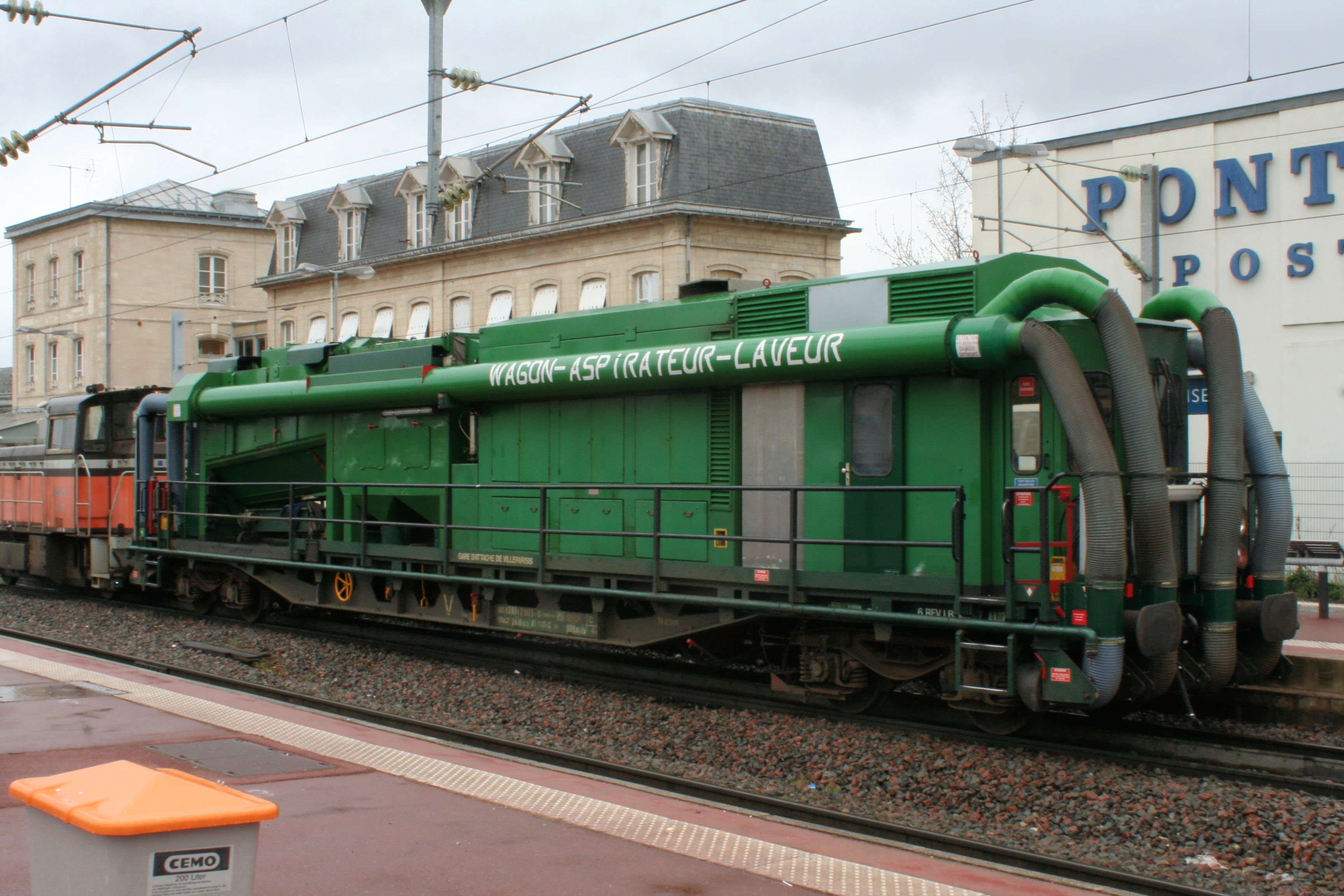
Un vagone ferroviario aspirante utilizzato per la pulizia delle rotaie

Esistono inoltre diversi tipi di veicoli aspirapolvere speciali specializzati nella pulizia di ampie superfici come locali industriali, strade o rotaie.